# Bruno II. von Porstendorf
Bruno II. von Porstendorf (* vor 1209; † 4. Dezember 1228) war Bischof von Meißen von 1209 bis 1228.

## Leben und Wirken
Bruno II., in älteren Bischofsreihen fälschlicherweise auch Bruno III., war neben den böhmischen Königen einer der beteiligten Akteure beim Landesausbau in der Oberlausitz. Zum einen lag hier der größte Teil des Güterkomplexes des Meißner Hochstifts, zum anderen wollte sich der Meißner Bischof dadurch seine Macht gegenüber den Böhmen in der Oberlausitz sichern.
Er wurde auf Veranlassung Papst Gregor IX., vermutlich wegen seines rücksichtslosen Vorgehens, 1228 aus seinem Amt entfernt und starb am 4. Dezember 1228. Sein Leichnam wurde in der Krypta des Chores der Kollegiatkirche zu Bautzen beigesetzt – das Kollegiatstift hatte er zwischen 1213 und 1218 selber gegründet.
Im Jahre 1225 wurde durch Bischof Bruno II. die St.-Georgs-Kapelle der Ortenburg in Bautzen geweiht.